# Перепілка бура
Перепілка бура (Synoicus ypsilophorus) — вид куроподібних птахів родини фазанових (Phasianidae). Поширений в Австралазії.

## Поширення
Вид поширений в північних, східних і південно-західних регіонах Австралії, в Тасманії і на острові Барроу, біля західного узбережжя континенту, у Новій Гвінеї та на Малих Зондських островах. Завезений у Нову Зеландію та Фіджі.
Мешкає у болотистих вересах і преріях, пасовищах, заболочених угіддях і прибережних заплавах. Трапляється в основному в низинних місцях проживання, але може досягати приблизно 1000 метрів над рівнем моря в Новій Зеландії та 3700 метрів у Новій Гвінеї. Цей вид також можна зустріти в саванах, на лісових галявинах, у солончаках і на узбіччях доріг.

## Підвиди
Є дев'ять підвидів:
- S. y. raaltenii (S. Müller, 1842), поширений на Флоресі, Тиморі та прилеглих островах (Малі Зондські острови);
- S. y. pallidior E. J. O. Hartert, 1897, поширений на Сумбі і Саву (Малі Зондські острови);
- S. y. saturatior E. J. O. Hartert, 1930, ендемік північних рівнин Нової Гвінеї;
- S. y. dogwa Mayr e Rand, 1935, ендемік південних рівнин Нової Гвінеї;
- S. y. plumbeus Salvadori, 1895, ендемік північно-східних рівнин Нової Гвінеї;
- S. y. monticola Mayr e Rand, 1935, ендемік альпійських регіонів Нової Гвінеї;
- S. y. mafulu Mayr e Rand, 1935, ендемік високогір'я Нової Гвінеї;
- S. y. australis (Latham, 1801), Австралія;
- S. y. ypsilophorus Bosc, 1792, Тасманія.

## Опис
Це пухкий, кремезний птах, який може досягати довжини від 17 до 22 сантиметрів і вагою від 75 до 140 грамів. Забарвлення досить мінливе в широкому ареалі виду. Самець червонувато-коричневий з чорними плямами на голові та верхній частині шиї та переважно червонувато-коричневий на спині та крилах. Низ варіюється від жовто-червоного до коричневого, але завжди з тонкими чорними перегородками у формі шеврону. Хвіст короткий, темно-коричневий з жовтуватими перегородками. Самиця схожа, але трохи блідіша. На плечі самиці є невеликі чорні плями, а верхня частина тіла покрита темними шевронними відмітками.

## Спосіб життя
Бурі перепілки зазвичай живуть групами по три-п'ять особин, але іноді їх можна зустріти групами по десять особин. Коли птаха турбують, він часто не бажає втікати, воліючи натомість залишатися нерухомим і ховатися, або тікаючи пішки від небезпеки. Якщо його раптово настрашити, він може злетіти вертикально вгору, потім швидко вперед і, нарешті, впасти на землю і продовжити втечу пішки. Коли групу перепелів турбують, різні особини спочатку починають розбігатися в різних напрямках, перш ніж перекликатися один з одним і перегрупуватися.
Цей вид харчується насінням, пагонами трави, дрібними травами та безхребетними; лише зрідка ловить дрібних плазунів. У пошуках їжі блукає по землі в згорбленому положенні, зазвичай харчуючись рано вранці або ввечері.
Моногамний птах. Зазвичай розмножується між серпнем і травнем, хоча період розмноження може відрізнятися в різних місцях. У Новій Зеландії яйця були знайдені в період з грудня по червень, а в Тасманії — з листопада по лютий. Спаровування у Західній Австралії та Новому Південному Уельсі зазвичай відбувається з серпня до лютого. У північному Квінсленді розмножується з жовтня по липень. Однак у південному Квінсленді вид розмножується протягом усього року. Протягом одного сезону розмноження може бути відкладено до трьох кладок, навіть чотири в рідкісних випадках, що складається з 7-12 яєць в Австралії і 4-6 в Новій Гвінеї. Яйця відкладаються всередину неглибокого, злегка куполоподібного, встеленого травою гнізда, яке будується на землі і часто ховається всередині низького куща або купини. Протягом 21-22 днів самиця висиджує яйця, які мають світло-синюватий, жовтуватий або зеленувато-жовтий колір, часто вкриті плямами. Самець пропонує свою допомогу, охороняючи пташенят, коли вони виходять із шкаралупи, повністю присвячуючи себе догляду за ними, починаючи з двотижневого віку, щоб самиця могла присвятити себе висиджуванню наступного виводка.